# آجی‌نوموتو

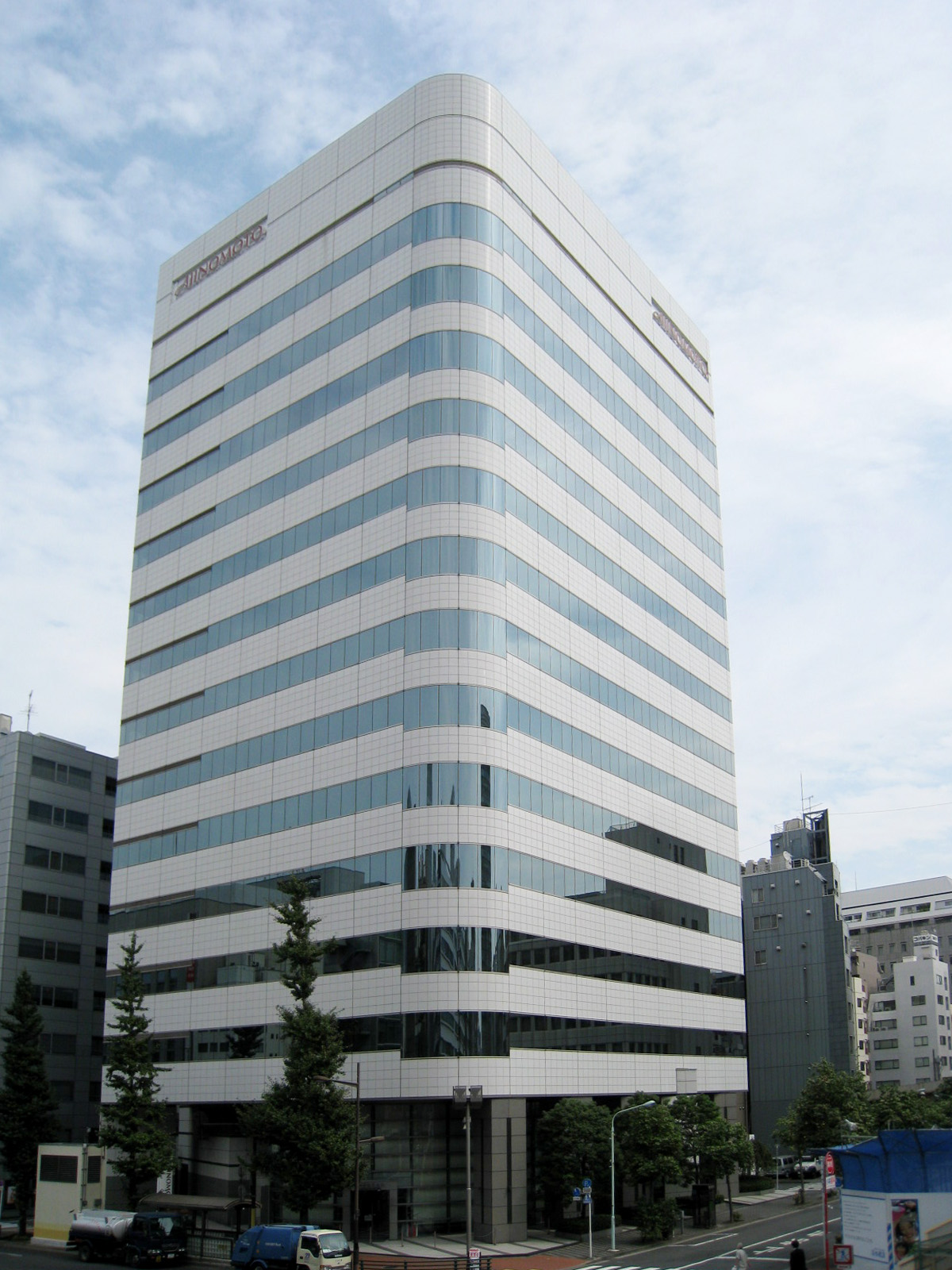
ساختمان دفتر مرکزی آجینوموتو

آجینوموتو (به ژاپنی: 味の素株式会社) شرکت صنایع غذایی ژاپنی است، که در زمینه تولید محصولات جایگزین شکر، چاشنی‌ها، دانه‌های روغنی، گلوتامین و آمینو اسیدها و داروهای شیمیایی فعالیت می‌کند.
شرکت آجینوموتو در سال ۱۹۱۷ تأسیس شد. مستر تراست بانک با ۷٫۳٪ درصد و دای-ایچی لایف با در اختیار داشتن ۳٫۸۶٪ درصد از سهام این شرکت، بزرگترین سهام‌داران آن به‌شمار می‌آیند.
دفتر مرکزی شرکت آجینوموتو در چوئو، توکیو قرار دارد و بخشی از سهام آن در بازارهای بورس توکیو و بورس اوساکا معامله می‌شود. ورزشگاه آجینوموتو متعلق به این شرکت است.
شرکت آجینوموتو بر تولید انواع اسیدهای آمینه جهت مصارف غذایی، دام و طیور، پزشکی و صنعتی و محصولات وابسته به آن‌ها همچون آسپارتام، مونو سدیم گلوتامات،آنزیم ترانس گلوتامیناز، (TG)، Activa MP, Activa YG و انواع داروها و ترکیبات شیمیایی و صنعتی وابسته متمرکز شده‌است.